# 奥阔卡 (伊利诺伊州)
40°55′55″N 90°56′50″W / 40.931982°N 90.9470863°W
奥阔卡（Oquawka）位于美国伊利诺伊州西部，是亨德森县的县治所在，面积5平方公里。根据2000年美国人口普查，共有1,539人，其中白人占98.38%。